# Lekkoatletyka na Letnich Igrzyskach Paraolimpijskich 2004 – pchnięcie kulą kl. F32 mężczyzn
W pchnięciu kulą kl. F32 (zawodnicy z porażeniem mózgowym na wózkach) mężczyzn podczas Letnich Igrzysk Paraolimpijskich 2004 rywalizowało ze sobą 8 zawodników.

## Wyniki

### Finał
| Poz. | Zawodnik              | Narodowość                   | Rezultat | Uwagi |
| ---- | --------------------- | ---------------------------- | -------- | ----- |
| 1    | Karim Betina          | Algieria                     | 7.64     | WR    |
| 2    | Mana Abdulla Sulaiman | Zjednoczone Emiraty Arabskie | 7.18     |       |
| 3    | Dhari Al-Mutairi      | Kuwejt                       | 6.86     |       |
| 4    | Andrew Williams       | Wielka Brytania              | 6.49     |       |
| 5    | Ahmed Abdullah        | Kuwejt                       | 6.38     |       |
| 6    | Park Se Ho            | Korea Południowa             | 5.97     |       |
| 7    | Tom Leahy             | Irlandia                     | 5.96     |       |
| 8    | Ahmed Kamal           | Bahrajn                      | 5.70     |       |